# 潮南村立南戸小学校峰分校
潮南村立南戸小学校峰分校 （しおなみそんりつ　みなとしょうがっこう　みねぶんこう）は、かつて岐阜県加茂郡潮南村に存在した公立小学校の分校。

## 概要
- 南戸小学校の分校であり、校区は潮南村大字南戸字峰（旧・加茂郡峯村）であった。1951年廃校。

## 沿革
- 1892年（明治25年） - 南戸簡易科小学校が分立し、南戸村字峰に峰尋常小学校が開校。
- 1897年（明治30年）4月1日 - 潮見村と南戸村が合併し、潮南村が発足。
- 1908年（明治41年） - 下立尋常小学校に統合され、南戸尋常小学校となる。峰尋常小学校は廃校。
- 1917年（大正6年） - 潮南村立南戸尋常小学校峰分教場を設置する。
- 1941年（昭和16年）4月1日 - 南戸国民学校峰分教場に改称する。
- 1947年（昭和22年）4月1日 - 潮南村立南戸小学校峰分校に改称する。
- 1951年（昭和26年） - 木曽川沿いの下立地区の大部分が丸山ダムのダム湖に沈むこととなり[1]、南戸小学校は峰地区に校舎を新築（木造平屋建）し移転。本校に近くなったことにより、峰分校は廃校。